# Maurits d'Orange-Nassau
Maurice d'Orange-Nassau
Pour les articles homonymes, voir Maurice d’Orange-Nassau.
Ne doit pas être confondu avec Maurice de Nassau.
Le prince Maurits (parfois francisé en Maurice) Willem Pieter Hendrik d’Orange-Nassau, van Vollenhoven, né le 17 avril 1968 à Utrecht (aux Pays-Bas), est le fils aîné de la princesse Margriet des Pays-Bas et de Pieter van Vollenhoven.
Avant que son cousin germain le prince d'Orange ne devienne le roi Willem-Alexander des Pays-Bas, le prince Maurits appartenait à la famille royale néerlandaise et occupait la dixième place dans l'ordre de succession au trône, mais depuis l'intronisation du nouveau souverain, et en vertu de la Constitution du royaume, il n'est plus membre de la famille royale ni successible au trône.

## Famille
Pour une généalogie plus détaillée du prince, voir la section Ascendance.
Le prince Maurits naît le 17 avril 1968 à Utrecht (Pays-Bas) sous le règne de sa grand-mère maternelle la reine Juliana des Pays-Bas (1909-2004). Titré prince d’Orange-Nassau, Maurits est le fils aîné de la princesse Margriet des Pays-Bas (1943) et de Pieter van Vollenhoven (1939), universitaire néerlandais. Par sa mère Margriet, il se rattache à la maison d’Orange-Nassau, famille régnant sur les Pays-Bas depuis le début du XIXe siècle, même si cette dernière appartient agnatiquement à la maison de Lippe-Biesterfeld par le prince consort Bernhard des Pays-Bas.
Le prince est l’aîné d’une fratrie de quatre garçons ; ses frères sont les princes Bernhard (1969), Pieter-Christiaan (1972) et Floris d’Orange-Nassau (1975),.
Le 29 (civilement) et 30 mai 1998 (religieusement), il épouse à Apeldoorn la fille cadette de Hans van den Broek, Marie-Hélène. De leur union, trois enfants sont nés :
- Anastasia van Lippe-Biesterfeld van Vollenhoven (née le 15 avril 2001 à Amsterdam, aux Pays-Bas)[3],[4] ;
- Lucas van Lippe-Biesterfeld van Vollenhoven (né le 26 octobre 2002 ibidem)[4] ;
- Felicia van Lippe-Biesterfeld van Vollenhoven (née le 31 mai 2005 ibidem)[4].

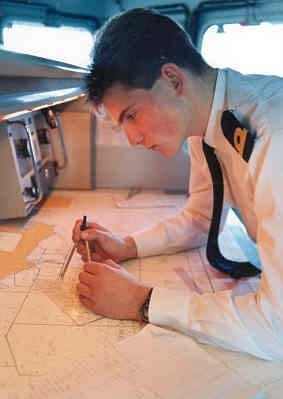
Le prince Maurits, en tant que sous-lieutenant à bord d’un navire néerlandais, à la fin des années 1980.

Par l’arrêté royal du 26 mai 1998, le prince Maurits et la princesse Marie-Hélène obtiennent de la reine Beatrix de donner à leurs enfants le patronyme « van Lippe-Biesterfeld van Vollenhoven (nl) », en référence à la famille du prince consort Bernhard des Pays-Bas et à celle de Pieter van Vollenhoven, père du prince Maurits. Contrairement à leurs parents, Anna, Lucas et Felicia ne portent pas de titres princiers ni de prédicats ; ils ne sont pas princes de Lippe-Biesterfeld malgré leur nom de famille.

## Biographie
À l’occasion de son baptême, les parrains et marraines du prince sont la princesse Christina des Pays-Bas (sa tante), le prince Aloïs-Constantin de Lowenstein-Wertheim-Rosenberg, le jonkheer G. Krayenhof, et la marine marchande des Pays-Bas.
Maurits effectue son service militaire de 1987 à 1989 au sein de la Koninklijke Marine et du Korps Mariniers. Par la suite, après des études universitaires à l’université de Groningue, il est diplômé en 1995 d’une maîtrise ès sciences (MSc), en économie. Puis, il travaille pour l’autorité de l’aéroport de Schiphol, où il occupe plusieurs postes y compris celui de directeur général des services de transports.
De septembre 2001 à mai 2006, il travaille pour la firme Philips, dans le domaine « Domestic Appliances and Personal Care » (DAP BV), à Amersfoort, firme dans laquelle il était notamment responsable du portefeuille de Philipshave.
En mai 2006, le prince Maurits monte sa propre entreprise, La Source, qui met l’accent sur des concepts innovants pour des produits, des services et des systèmes aussi bien dans le domaine des affaires que dans le gouvernement.
Présent à l’investiture du roi Willem-Alexander, son cousin germain, il est par la suite nommé aide de camp spécial auprès du nouveau monarque et obtient le grade de capitaine-lieutenant à la mer.

## Titres et honneurs

### Titulature
- depuis le 17 avril 1968 : Son Altesse le prince Maurits d’Orange-Nassau, van Vollenhoven

À la suite de l’annonce, le 28 janvier 2013, de l’abdication de la reine Beatrix pour le 30 avril 2013, la maison royale des Pays-Bas a annoncé des modifications d’une part dans la composition de la famille royale et, d’autre part, dans l’ordre de succession. Le communiqué annonçait que « les enfants de S.A.R. la princesse Margriet des Pays-Bas [sœur cadette de la reine] et du professeur Pieter van Vollenhoven ne seraient plus éligible dans l’ordre de succession ». Ainsi, par voie de conséquence, ils n’appartiendraient plus à la famille royale au regard de l’Acte sur la composition de la maison royale. L’acte spécifie en effet que seulement les membres ayant « trois degrés de parenté » avec le monarque néerlandais peuvent appartenir à la famille royale.
Pour autant, Maurits n’est déchu ni de son titre princier (celui de « prince d’Orange-Nassau ») ni de son prédicat d’altesse, qu’il porte depuis sa naissance, depuis l’investiture de son cousin Willem-Alexander.

### Grades militaires

#### Trône des Pays-Bas

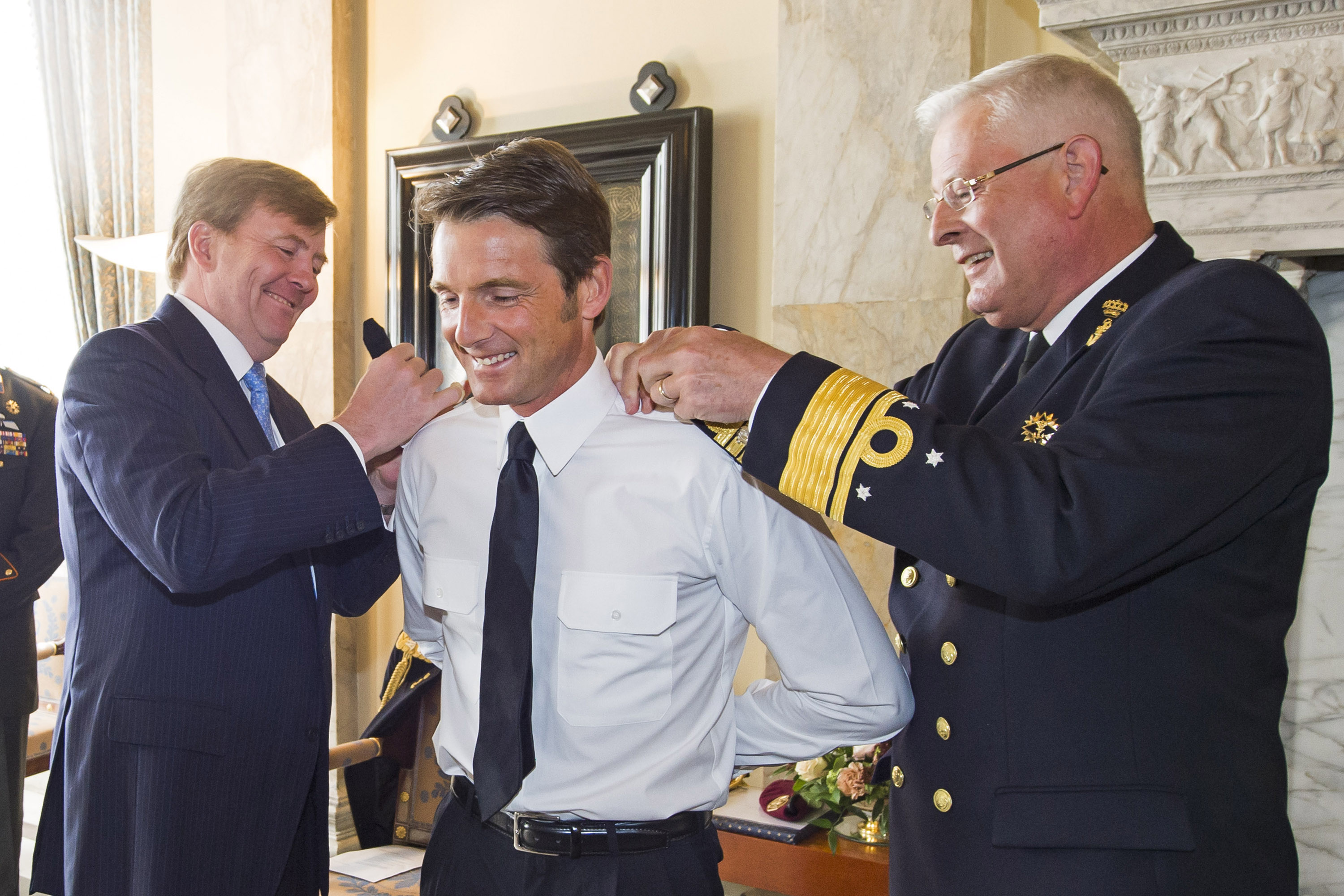
Le prince Maurits promu capitaine-lieutenant à la mer par son cousin le roi Willem-Alexander.

- Aide de camp en service spécial auprès de Sa Majesté le roi Willem-Alexander des Pays-Bas (2013)[N 1]

#### Koninklijke Marine
Le prince a effectué son service militaire de 1987 à 1989 en son sein.
| Capitaine-lieutenant à la mer de la Koninklijke Marine | Capitaine-lieutenant à la mer de la Koninklijke Marine (2013)             |
| Lieutenant de vaisseau de 2e catégorie                 | Lieutenant de vaisseau de 2e catégorie (réserve de la Koninklijke Marine) |

### Fonctions

#### Fonctions sociales
- Membre du conseil de l’association Avond van Wetenschap en Maatschappij (en français, « Soirée de la science et de la société »)[N 2]
- Membre du comité de conseil de l’Economische Bedrijfskundige Faculteitsvereniging (littéralement, « Association des étudiants de faculté d’économie et de commerce », abrégée en EBF) de l’université de Groningue[11]

#### Autres fonctions honorifiques
- Protecteur de la New Holland Foundation[12]
- Protecteur de l’association et fondation nationale Het Zeilend Zeeschip[13]
- Protecteur de l’institut culturel Maurice-de-Nassau[4]
- Protecteur de la Koninklijke Militaire Schermvereniging[14]
- Membre du comité « Cercle des amis du prix » de la Vrienden Rijksacademie[4]
- Ambassadeur de la fondation Ronald-McDonald des Pays-Bas[4]
- Filleul de la Marine marchande néerlandaise[4]

### Armes et étendard personnels

#### Armes
| Blason | Blasonnement : Écartelées d’azur billeté d’or, au lion couronné d’or, armé et lampassé de gueules, tenant à dextre un faisceau de sept flèches d’argent pointées et liées d’or, et à senestre d’une épée d’argent garnie d’or brochant [Pays-Bas] et d’or au cornet d’azur enguiché et virolé d’argent et lié de gueules [Orange], sur le tout de Vollenhoven. |

#### Étendard
| Étendard | Étendard : Un drapeau rectangulaire (5:6) de couleur orange, divisé en quatre quartiers par une croix bleue de Nassau comprenant un cercle orange contenant les petites armoiries du royaume des Pays-Bas, surmontées d’une couronne royale. Chaque quartier alterne entre des cors de chasse (provenant des armes de la principauté d’Orange) et des étoiles à six branches (provenant des armes de ses parents). |

### Source
- (en) Cet article est partiellement ou en totalité issu de l’article de Wikipédia en anglais intitulé « Prince Maurits of Orange-Nassau, van Vollenhoven » (voir la liste des auteurs).